# Adidas Tango 12
Adidas Tango 12 var den officielle fodbold ved Europamesterskabet i fodbold 2012. Bolden er opkaldt efter den oprindelige Adidas Tango serie af fodbolde, dog er Tango 12 og dens variationer i et helt nyt design. Tango 12 er den 11 officielle bold som Adidas producerede til en EM-slutrunde. Variationer af bolden har været brugt til Africa Cup of Nations 2012 og Sommer-OL 2012.
Bolden blev officielt præsenteret den 2. december 2011 i Kyiv, forud for lodtrækningen til EM-turneringen. Tango 12 anvender en konstruktion og et design baseret på Adidas Jabulani, men er modificeret med 32 2D-paneler i stedet for Jabulaniens otte 3D paneler. Der er ikke anvendt traditionelle syninger i bolden, da den er thermabondet.